# Pseudogiria angulata
Pseudogiria angulata är en fjärilsart som beskrevs av Bethune-Baker 1909. Pseudogiria angulata ingår i släktet Pseudogiria och familjen nattflyn. Inga underarter finns listade i Catalogue of Life.